# Dragan Todorović
Dragan Todorović (Gornji Milanovac, 1953.) je srbijanski političar, predsjednik Izvršnog odbora Srpske radikalne stranke, i bivši šef zastupničke skupine SRS u Skupštini Srbije.
U periodu od ožujka 1998. do listopada 2000. bio je ministar prometa u Vladi Srbije.
U rujnu 2008. godine, nakon isključenja bivšeg zamjenika predsjednika SRS Tomislava Nikolića iz Srpske radikalne stranke, lider radikala Vojislav Šešelj ovlastio je Todorovića da rukovodi strankom.
Povukao se iz političkog života nakon izbora u svibnju 2012. godine, kada SRS prvi put nije uspjela ući u parlament.